# Serinus serinus
Il verzellino (Serinus serinus Linnaeus, 1766) è un uccello passeriforme della famiglia Fringillidae.

## Etimologia

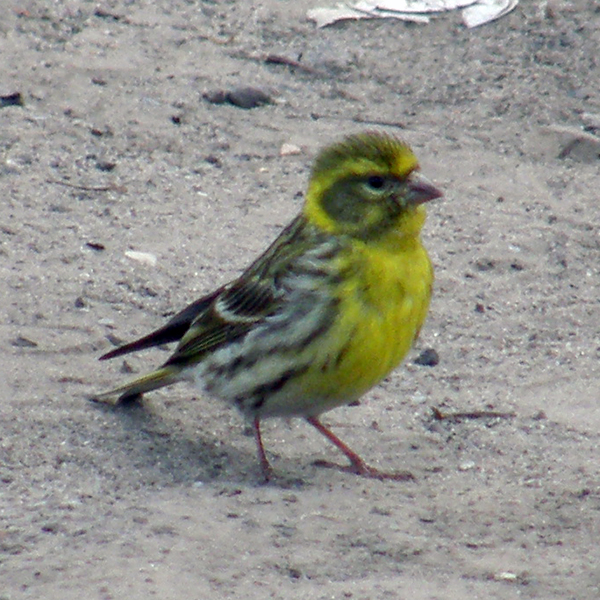
Maschio al suolo.

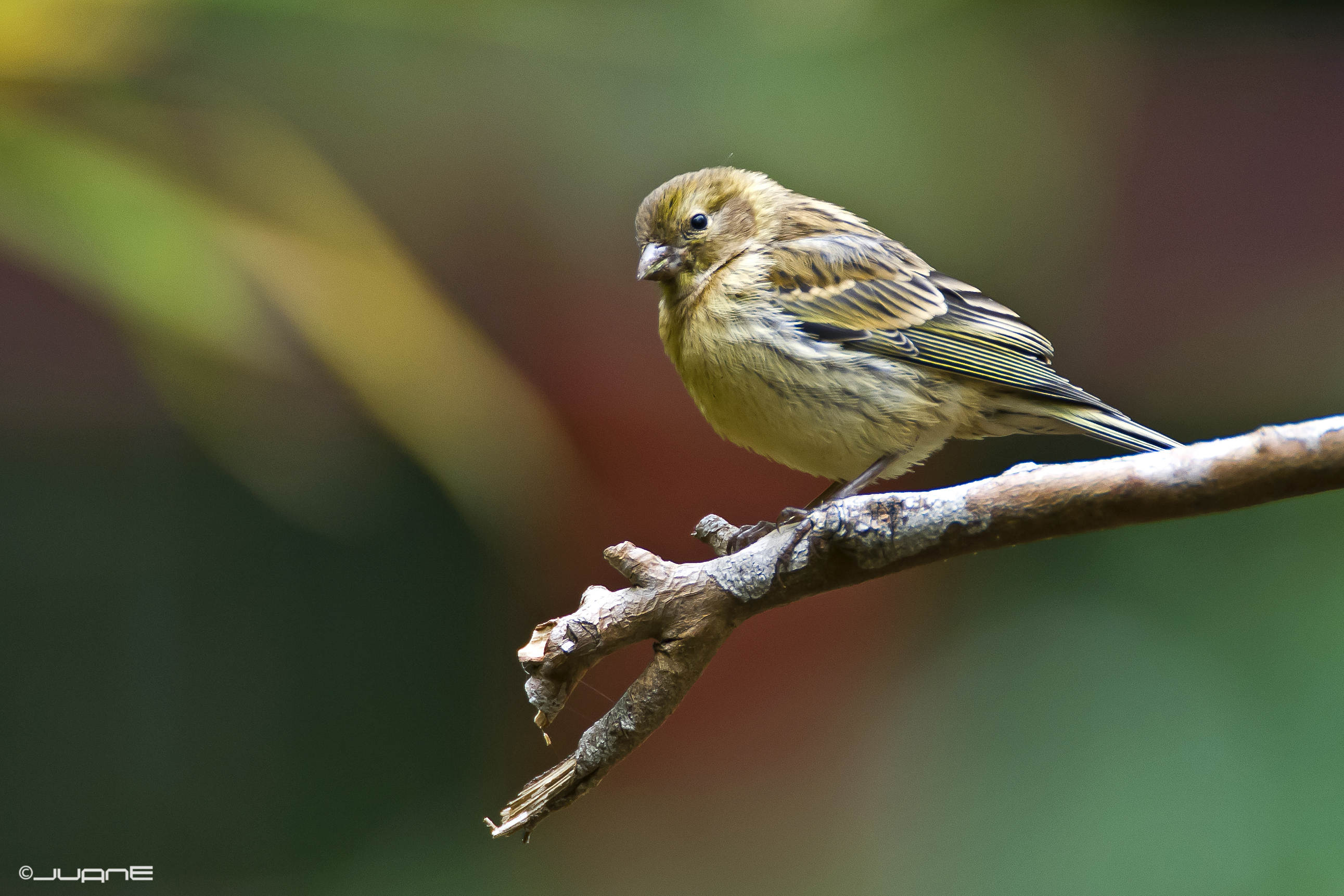
Femmina a Las Palmas.

Il nome scientifico della specie, serinus, è un tautonimo, in quanto ripetizione di quello del genere.

## Descrizione

### Dimensioni
Lunghezza 11,4-12,2 cm; ala 6,7-7,5 cm; apertura alare 20–23 cm; coda 4,7-5,1 cm; tarso 13–14 mm; becco 6–7 mm; peso 8,5-14 g. Rappresenta uno dei Fringillidi di minori dimensioni, ed è sicuramente uno dei nostrani più piccoli.

### Aspetto
Si tratta di uccellini dall'aspetto paffuto e arrotondato, muniti di testa rotonda, corto becco conico, ali appuntite e coda dalla punta lievemente forcuta.
Il piumaggio è dominato dai toni del giallo-verdastro: di colore giallo carico sono fronte, sopracciglio, bordi della faccia, guance, gola, petto, codione e fianchi, mentre faccia, calotta e nuca sono verdastre, il dorso è di colore bruno e il sottocoda è bianco, mentre il ventre è bianco e (così come i fianchi e la parte inferiore del petto) presenta penne dalle punte di colore bruno scuro, a dare un effetto screziato. Ali e coda sono di colore bruno scuro, le prime con copritrici orlate di biancastro e giallo-verdastro.
Il dimorfismo sessuale è abbastanza evidente, coi maschi dalla colorazione gialla molto più carica ed estesa, la quale nelle femmine si limita alla testa ed alla parte superiore del petto, che per il resto è grigio-biancastro.

In ambedue i sessi, le zampe sono di colore carnicino, il becco è di colore carnicino-nerastro e gli occhi sono di colore bruno scuro.

## Biologia

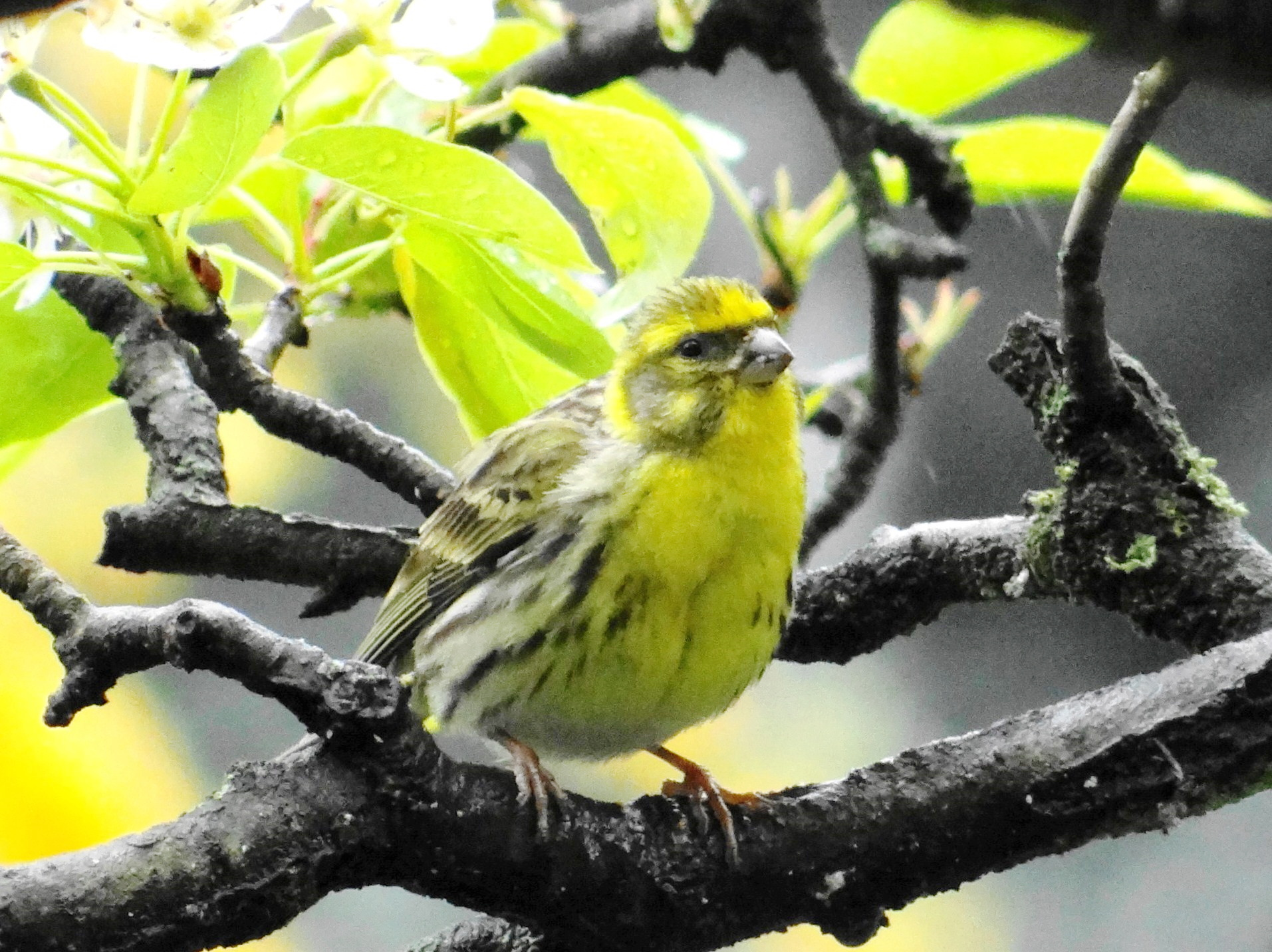
Maschio sotto la pioggia.

Si tratta di uccelletti molto vispi e vivaci, che all'infuori della stagione riproduttiva si muovono in stormi anche piuttosto consistenti, che passano la maggior parte della giornata alla ricerca di cibo al suolo o fra i cespugli, facendo poi ritorno sul far della sera su posatoi fra gli alberi dove cercare riparo per la notte.
Il canto è vario e gorgheggiato, piuttosto simile a quello dei canarini selvatici. Il volo è ondulato e danzante, più rapido in primavera.

### Alimentazione

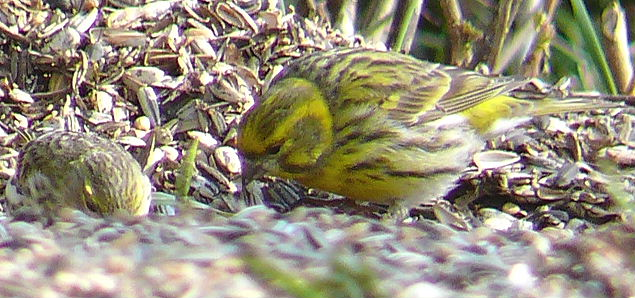
Coppia si nutre al suolo.

Il verzellino è un uccello essenzialmente granivoro: la sua dieta si compone di una varietà di semi di piante erbacee, nonché di semi di essenze arboree (per esempio di salice ed ontano). Specialmente in primavera, quando il fabbisogno energetico aumenta per via della riproduzione, questi uccelli si cibano anche di piccoli insetti.

### Riproduzione
La stagione degli amori va da febbraio ad agosto, con le coppie che si formano già durante l'inverno: si tratta di uccelli monogami, coi maschi che attraggono le femmine cantando a squarciagola da posatoi in evidenza (alberi solitari, rocce, antenne TV), per poi corteggiare le eventuali interessate sopraggiunte dondolando il corpo ed arruffando le penne, fino a che esse non acconsentono all'accoppiamento.

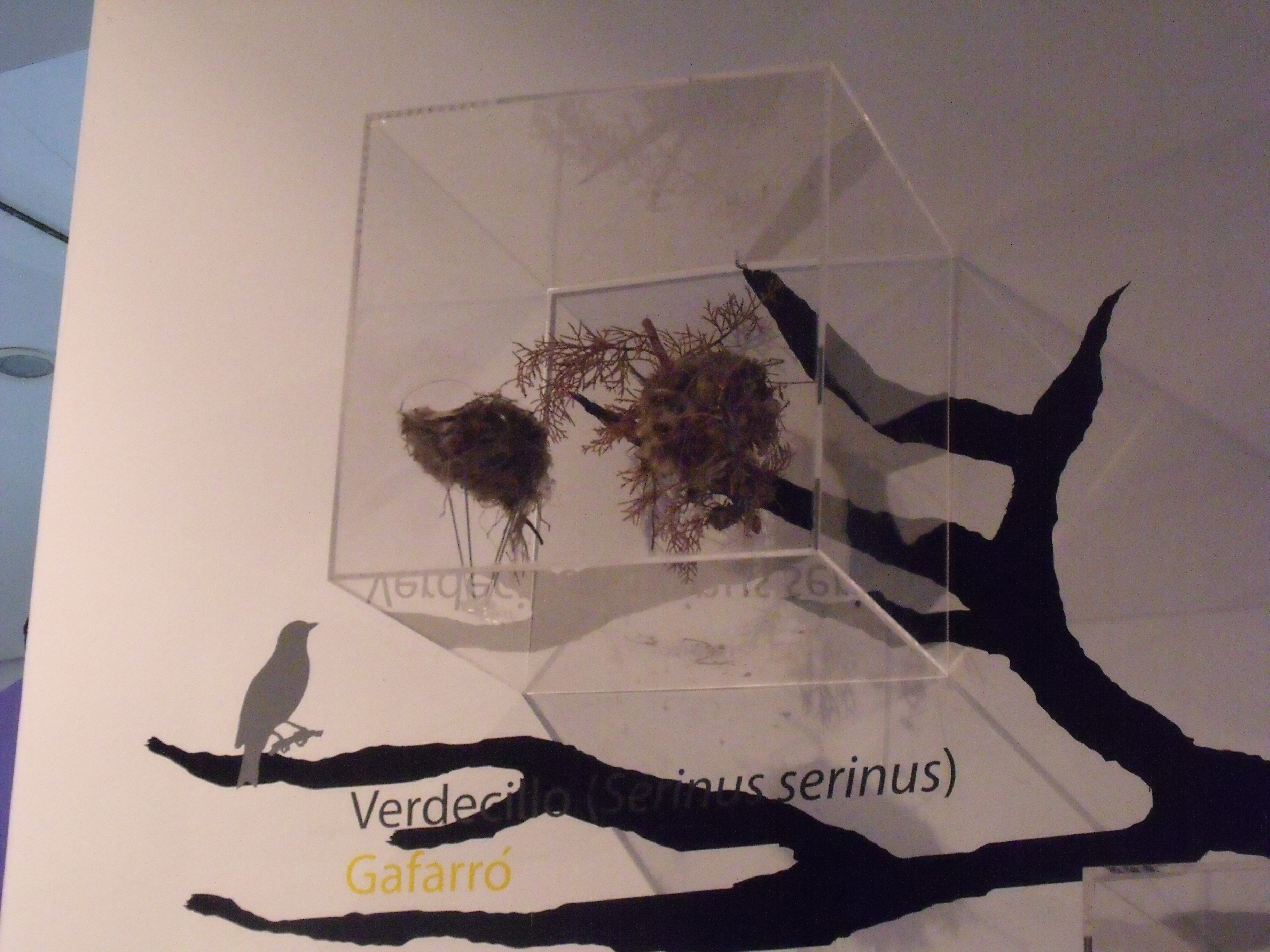
Nido in museo a Valencia.

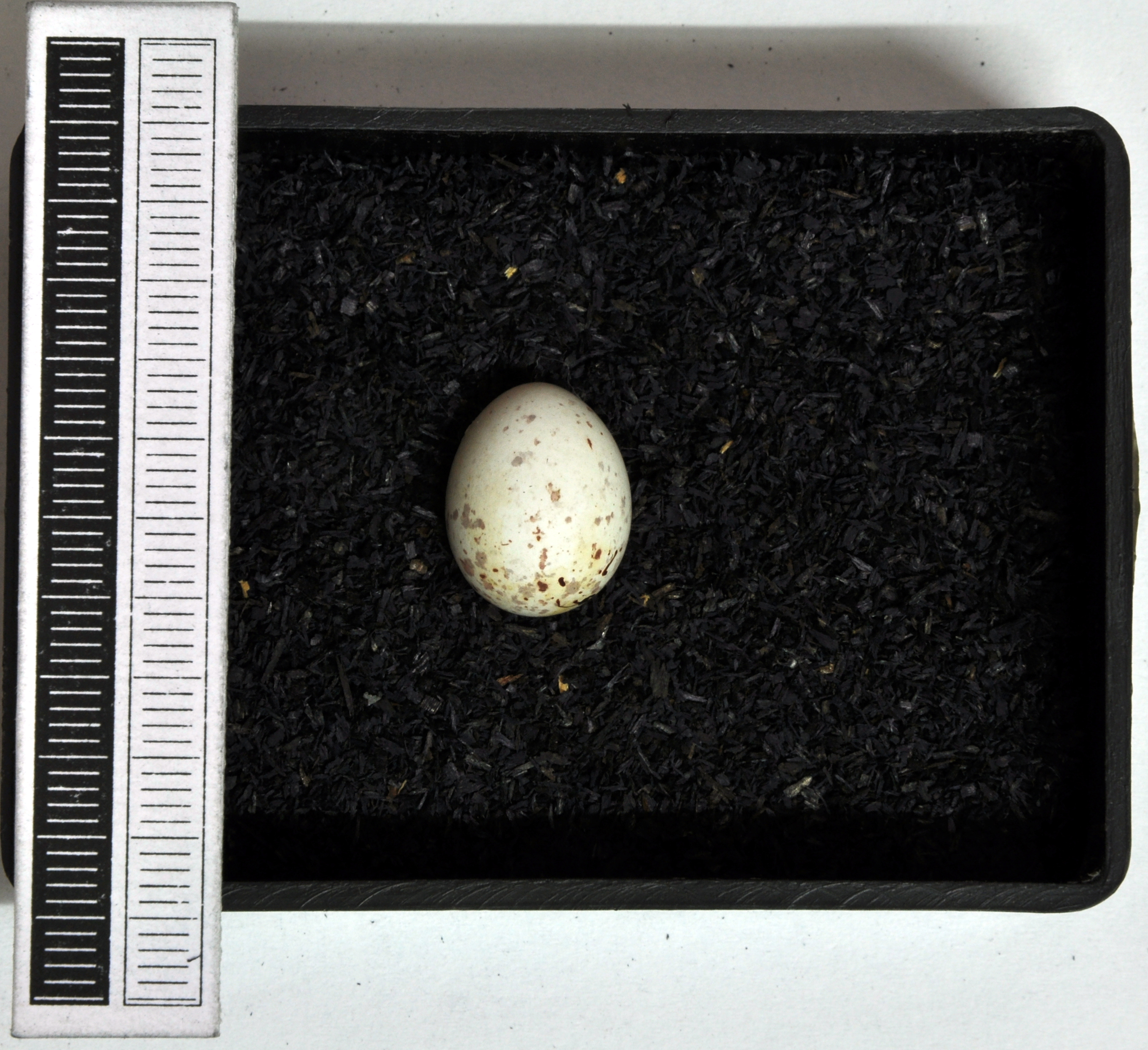
Uovo di verzellino.

Il nido viene costruito dalla sola femmina, col maschio che talvolta può fornire parte del materiale da costruzione: a forma di coppa, esso viene ubicato fra i rami di un albero o un cespuglio (per esempio mirti e ginepri, pur prediligendo i cipressi), e consta di uno strato esterno di rametti e fibre vegetali intrecciate e da una parte interna concava foderata di piumino e lanugine.

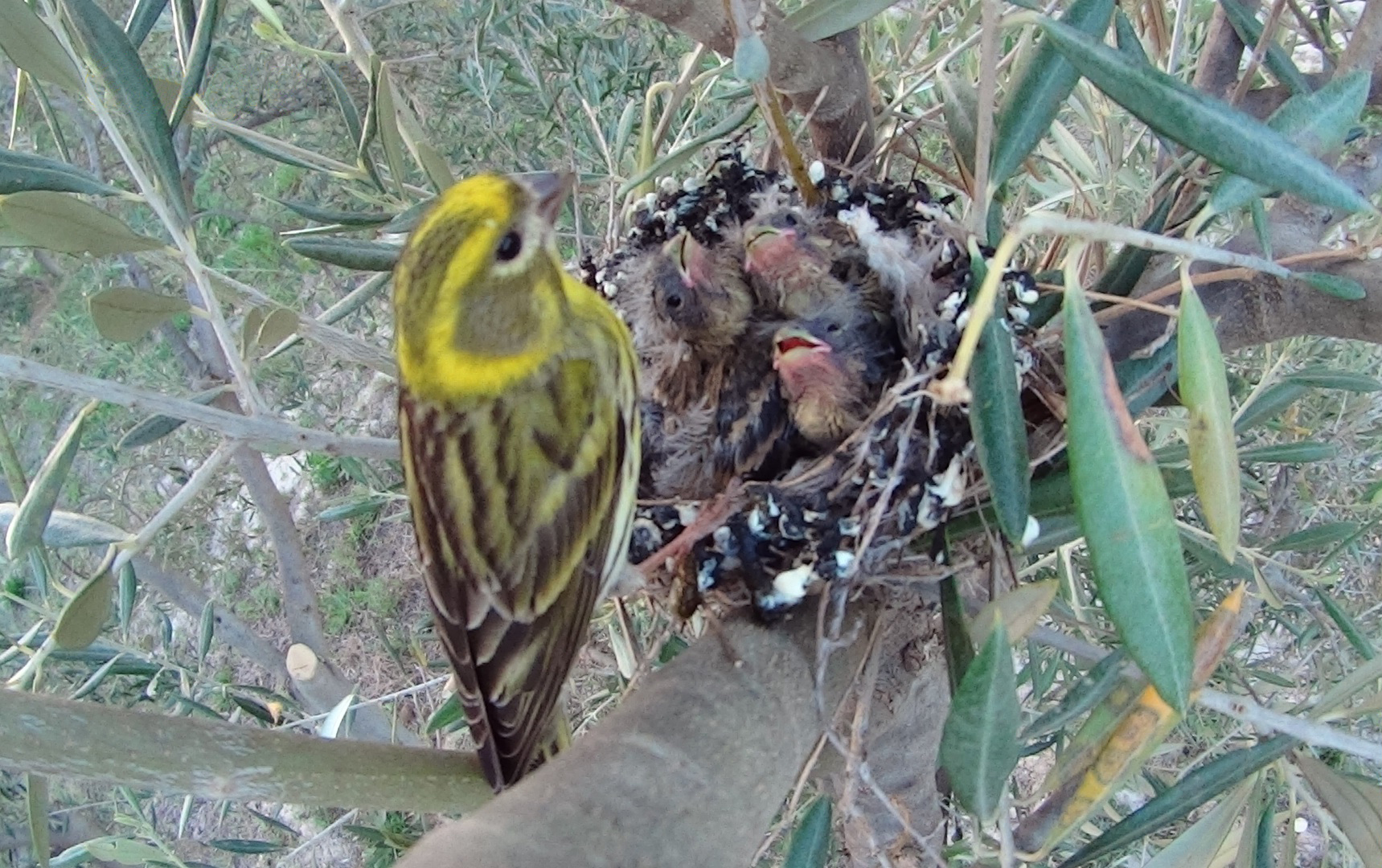
Maschio su nido con pulli.

All'interno del nido, la femmina depone 3-7 uova di colore azzurrino molto chiaro, con presenza di screziature brune in particolar modo sul polo ottuso: le uova vengono covate esclusivamente dalla femmina per circa due settimane, col maschio che staziona di guardia nei pressi del nido e si occupa di reperire il cibo per sé e per nutrire la compagna.

I pulli sono ciechi ed implumi alla schiusa: essi vengono imbeccati ed accuditi da ambedue i genitori, che si alternano nel cercare il cibo e stazionare presso il nido. In tal modo, i nidiacei sono pronti per l'involo attorno alla terza settimana di vita: tuttavia, difficilmente essi si allontanano in maniera definitiva dal nido prima del mese e mezzo dalla schiusa, stazionando nei pressi di esso, seguendo i genitori nei loro spostamenti e chiedendo sempre più sporadicamente l'imbeccata, soprattutto al padre.
In generale, i verzellini sono soliti portare avanti una singola covata l'anno, tuttavia, soprattutto in Europa centrale, non sono infrequenti le coppie che svezzano due nidiate.

## Distribuzione e habitat

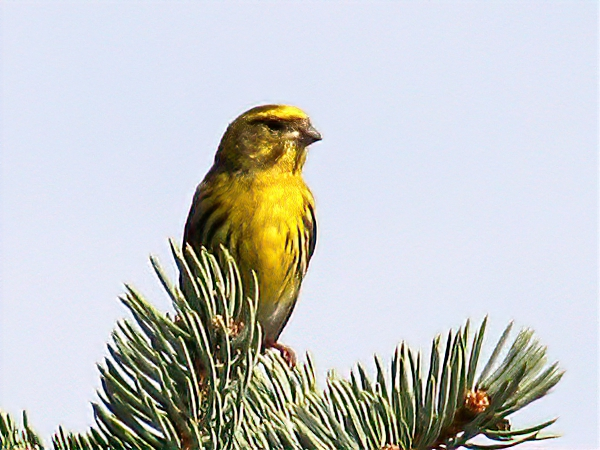
Verzellino su una conifera.

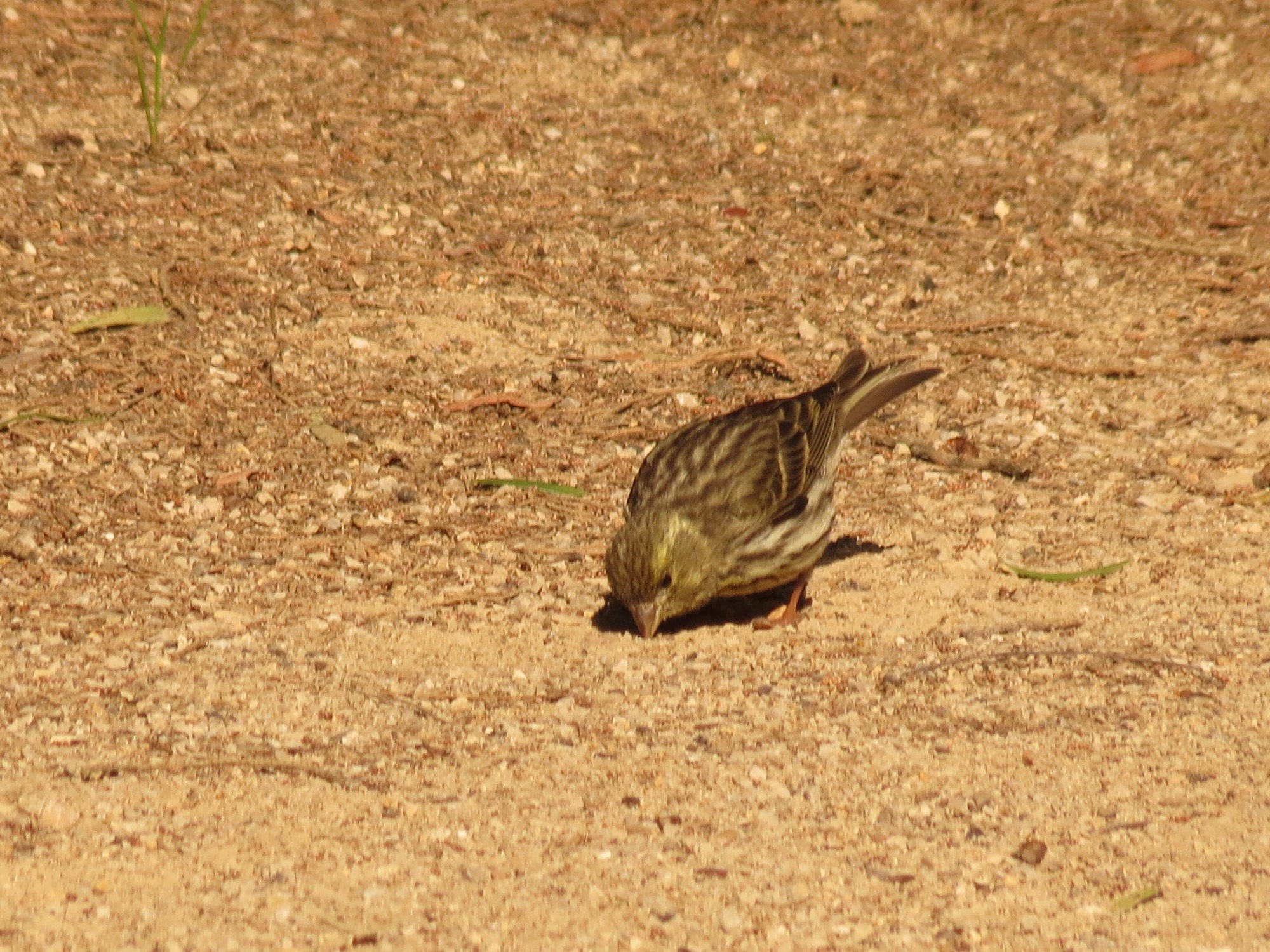
Femmina al suolo a Roda de Berà.

Il verzellino occupa un areale che comprende praticamente tutta l'Europa (ad eccezione delle isole britanniche e della stragrande maggioranza della Fennoscandia) dalla Spagna  (comprese le isole di Tenerife e Gran Canaria, nelle Canarie) ad est fino alle coste meridionali ed orientali del Mar Baltico, alla Bielorussia e alla Crimea, oltre al Nordafrica (dal Marocco centro-occidentale alla Tripolitania, oltre a popolazioni svernanti in Cirenaica e nel delta del Nilo) e al Vicino Oriente (penisola anatolica, svernante lungo le coste levantine dalla Siria alla Giordania ad est fino all'Iraq). In Italia, questo uccello nella bella stagione è più frequente al nord, altrimenti nel centro e al sud.
L'habitat di questi uccelli è rappresentato dalle aree di pianura e collina con presenza di aree boschive non eccessivamente fitte, sia decidue che sempreverdi, ed intervallate con macchia mediterranea, aree erbose e cespugliose. Questi uccelli tollerano molto bene la presenza dell'uomo, pur essendo piuttosto timidi, colonizzando senza problemi le piantagioni, le campagne, i parchi e i giardini, ma evitando le aree troppo antropizzate.

## Sistematica
In passato ne venivano riconosciute due sottospecie (Serinus serinus serinus e Serinus serinus flaviserinus), tuttavia attualmente si tende a considerare il verzellino una specie monotipica.

## Rapporti con l'uomo
Può e viene allevato e riprodotto con successo come uccello ornamentale e per essere reintrodotto. In cattività non è un volatile estremamente frequente negli allevamenti, anche per effetto delle norme che ne limitano la detenzione e l'allevamento. Solo di recente è stata introdotte la mutazione bruna non attraverso il meticciamento con il canarino di cui è comunque geneticamente affine,  bensì attraverso  la riproduzione di un soggetto mutato rinvenuto in natura.
Risente della minaccia dell'intossicazione da parte di semi trattati con veleni agricoli.